# Municipio de Hayward
El municipio de Hayward (en inglés: Hayward Township) es un municipio ubicado en el condado de Freeborn en el estado estadounidense de Minnesota. En el año 2010 tenía una población de 381 habitantes y una densidad poblacional de 4,14 personas por km².

## Geografía
El municipio de Hayward se encuentra ubicado en las coordenadas 43°37′53″N 93°14′14″O / 43.63139, -93.23722. Según la Oficina del Censo de los Estados Unidos, el municipio tiene una superficie total de 92.12 km², de la cual 89,5 km² corresponden a tierra firme y (2,85 %) 2,63 km² es agua.

## Demografía
Según el censo de 2010, había 381 personas residiendo en el municipio de Hayward. La densidad de población era de 4,14 hab./km². De los 381 habitantes, el municipio de Hayward estaba compuesto por el 98,43 % blancos, el 0,79 % eran afroamericanos y el 0,79 % eran de una mezcla de razas. Del total de la población el 0,79 % eran hispanos o latinos de cualquier raza.